# DTC-Saison 2007
Die Danish Touringcar Championship-Saison 2007 ist eine Rennsaison der dänischen Tourenwagen-Meisterschaft.

## Fahrer und Teams
| Name                        | Team                            | Auto                | Nationalität |
| --------------------------- | ------------------------------- | ------------------- | ------------ |
| John Hansen (Rennfahrer)    | Team Scanel-JHI Motorsport      | Alfa Romeo 156 GTA  | Däne         |
| Jan Magnussen               | Den Blå Avis Fleggaard Racing   | BMW 320si E90       | Däne         |
| Jason Watt                  | Den Blå Avis Fleggaard Racing   | BMW 320si E90       | Däne         |
| Jesper Ternvalt             | JA Motorsport                   | BMW 320i E46        | Däne         |
| Michael Outzen              | JM Racing                       | BMW 320si E90       | Däne         |
| René Rasmussen              | JM Racing                       | BMW 320si E90       | Däne         |
| Tom Pedersen                | JM Racing                       | BMW 320i E46        | Däne         |
| Kristian Poulsen            | Poulsen Motorsport              | BMW 320si E90       | Däne         |
| Kurt Thiim / Nicki Thiim    | Poulsen Motorsport              | BMW 320si E90       | Däne         |
| Casper Elgaard              | Team Essex                      | BMW 320si E90       | Däne         |
| John Nielsen                | Team Essex                      | BMW 320si E90       | Däne         |
| Philip Andersen             | Team Essex Development          | BMW 320si E90       | Däne         |
| Henrik Lundgaard            | Chevrolet Motorsport Danmark    | Chevrolet Lacetti   | Däne         |
| Pontus Mörth                | Chevrolet Motorsport Danmark    | Chevrolet Lacetti   | Schwede      |
| Jens Edman                  | Hartmann Racing                 | Honda Accord Euro-R | Schwede      |
| Jens Møller                 | Hartmann Racing                 | Honda Accord Euro-R | Däne         |
| Martin Jensen               | Hartmann Honda Racing           | Honda Accord Euro-R | Däne         |
| Chris Poulsen               | Team Honda Racing               | Honda Civic Type-R  | Däne         |
| David Falch                 | Autoforum Racing Team Silkeborg | Peugeot 407         | Däne         |
| Michael Carlsen             | Carlsen Motorsport              | Peugeot 407         | Däne         |
| Johnny Vejlebo Nielsen      | Team Go Racing                  | Peugeot 307         | Däne         |
| Robert Schlünssen           | Team Go Racing                  | Peugeot 407         | Deutscher    |
| Martin Pedersen             | Team Peugeot DTC Køge           | Peugeot 407         | Däne         |
| Henrik Møller Sørensen      | Markland Racing                 | SEAT Toledo         | Däne         |
| Michel Nykjær               | SEAT Racing Team                | SEAT Leon           | Däne         |
| Carsten Leveau              | Team Sturup Raceway             | SEAT Leon           | Däne         |
| Gunnar Christian Kristensen | Team Sturup Raceway             | SEAT Leon           | Däne         |

## Rennkalender
| Nr.        | Datum         | Land / Strecke | Pole-Position  | Sieger           |
| ---------- | ------------- | -------------- | -------------- | ---------------- |
| 1, 2, 3    | 6. Mai        | Jyllandsringen | Casper Elgaard | Casper Elgaard   |
| 1, 2, 3    | 6. Mai        | Jyllandsringen | Casper Elgaard | Michel Nykjær    |
| 1, 2, 3    | 6. Mai        | Jyllandsringen | Casper Elgaard | Casper Elgaard   |
| 4, 5, 6    | 27. Mai       | Sturup Raceway | Michel Nykjær  | Michel Nykjær    |
| 4, 5, 6    | 27. Mai       | Sturup Raceway | Michel Nykjær  | Michael Outzen   |
| 4, 5, 6    | 27. Mai       | Sturup Raceway | Michel Nykjær  | Michel Nykjær    |
| 7, 8, 9    | 10. Juni      | Jyllandsringen | Michel Nykjær  | Michel Nykjær    |
| 7, 8, 9    | 10. Juni      | Jyllandsringen | Michel Nykjær  | Tom Pedersen     |
| 7, 8, 9    | 10. Juni      | Jyllandsringen | Michel Nykjær  | Jan Magnussen    |
| 10, 11, 12 | 24. Juni      | Padborg Park   | Michel Nykjær  | Michel Nykjær    |
| 10, 11, 12 | 24. Juni      | Padborg Park   | Michel Nykjær  | Kurt Thiim       |
| 10, 11, 12 | 24. Juni      | Padborg Park   | Michel Nykjær  | Michel Nykjær    |
| 13, 14, 15 | 19. August    | Padborg Park   | John Nielsen   | John Nielsen     |
| 13, 14, 15 | 19. August    | Padborg Park   | John Nielsen   | John Nielsen     |
| 13, 14, 15 | 19. August    | Padborg Park   | John Nielsen   | John Nielsen     |
| 16, 17, 18 | 9. September  | Jyllandsringen | Jan Magnussen  | Jan Magnussen    |
| 16, 17, 18 | 9. September  | Jyllandsringen | Jan Magnussen  | Henrik Lundgaard |
| 16, 17, 18 | 9. September  | Jyllandsringen | Jan Magnussen  | Jan Magnussen    |
| 19, 20, 21 | 23. September | Padborg Park   | Pontus Mörth   | Pontus Mörth     |
| 19, 20, 21 | 23. September | Padborg Park   | Pontus Mörth   | Henrik Lundgaard |
| 19, 20, 21 | 23. September | Padborg Park   | Pontus Mörth   | Pontus Mörth     |
| 22, 23, 24 | 14. Oktober   | Jyllandsringen | Casper Elgaard | John Nielsen     |
| 22, 23, 24 | 14. Oktober   | Jyllandsringen | Casper Elgaard | Kurt Thiim       |
| 22, 23, 24 | 14. Oktober   | Jyllandsringen | Casper Elgaard | John Nielsen     |